# Euphrosine ceylonica
Euphrosine ceylonica är en ringmaskart som beskrevs av Wilhelm Michaelsen 1892. Euphrosine ceylonica ingår i släktet Euphrosine och familjen Euphrosinidae. Inga underarter finns listade i Catalogue of Life.